# Winiary Wiślickie
Winiary Wiślickie – kolonia wsi Winiary Dolne w Polsce, położona w województwie świętokrzyskim w powiecie buskim w gminie Nowy Korczyn.
W latach 1975–1998 kolonia administracyjnie należała do województwa kieleckiego.
W majątku Winiary urodził się Jerzy Kubecki (1890–1940), major artylerii Wojska Polskiego. Dzierżawcą majątku był jego ojciec Marian Franciszek Władysław Kubecki (1863–1925).